# 決勝戦

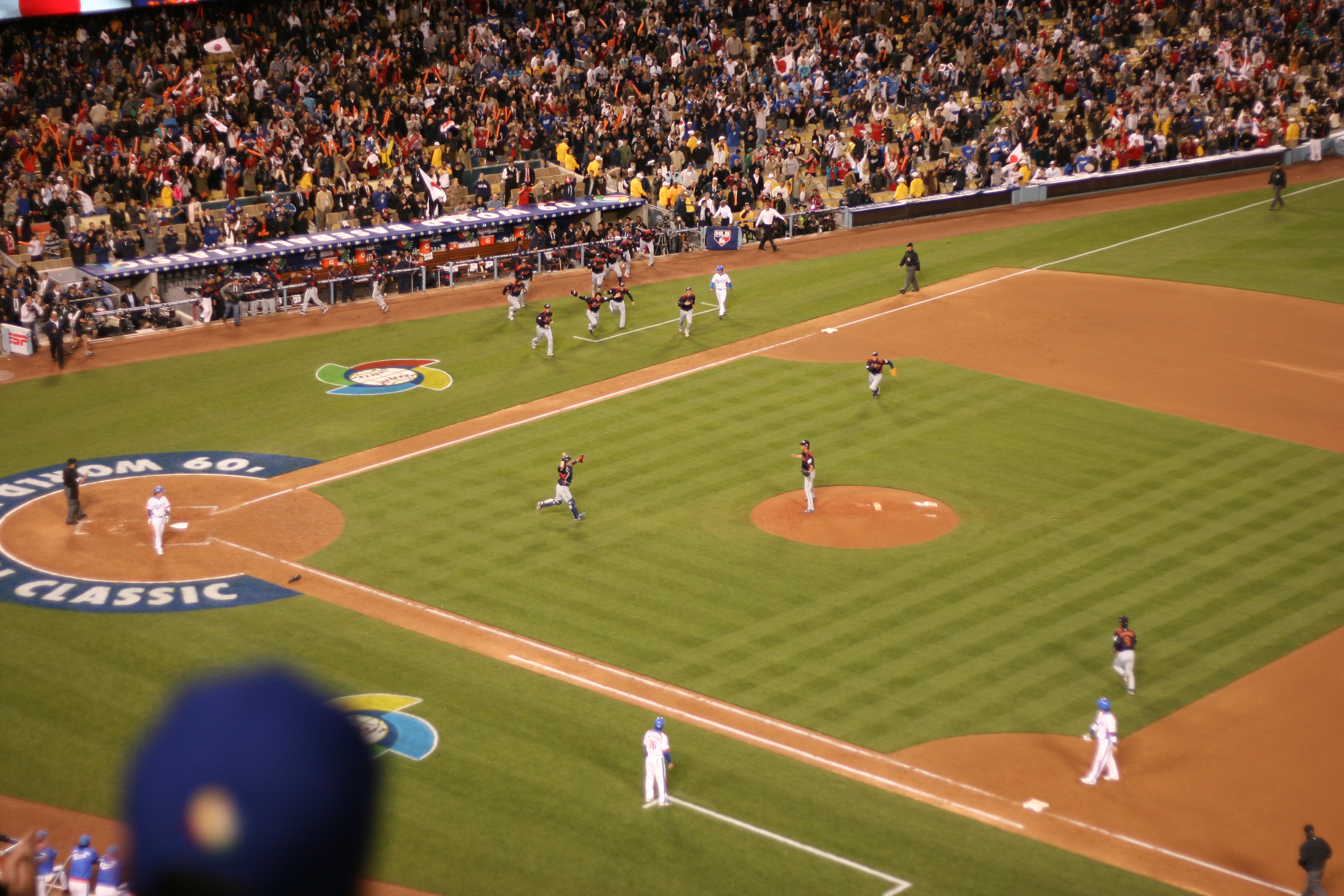
2009年のワールド・ベースボール・クラシックの決勝戦 日本×韓国の様子。

決勝戦（けっしょうせん、英語: Final）とは、各種の競技において優勝を決定するために行われる試合のことである。単に決勝ともいう。優勝戦や優勝決定戦と呼ぶ場合もある。一般的に決勝戦終了後には、表彰式並びに閉会式が行われることが多い。
決着がつかない場合や中止になって振替試合を開催する目途が立たない場合、もしくは決勝戦以前の試合で誤審が発覚した場合は決勝戦を取りやめもしくは打ち切りとして決勝戦に進出した選手もしくはチームをすべてを優勝扱いすることがある。

## システム
決勝戦は競技により1対1（個人対個人あるいはチーム対チーム）もしくは多人数で行われる。決勝戦に進んだ選手（チーム）はファイナリストと呼ばれる。

### 決勝戦進出者の決定
決勝戦に進出する選手やチームはトーナメント方式（勝ち残り式のノックアウトトーナメントやグループトーナメント）などの勝敗に基づいて絞り込まれる。
- 陸上競技のトラック種目、競泳、スキークロスのように、1ゲームに複数人ずつ参加する形態のスポーツ競技の場合、準決勝2ゲーム（1組と2組）を行い、各組の上位半数の者が決勝へと進み、下位半数の者が下位の順位決定戦に回ることになるが、上位者の参加する通常の決勝戦を「A決勝」または「ビッグ・ファイナル（big final）」、下位者の参加する順位決定戦（5位～8位決定戦など）を「B決勝」または「スモール・ファイナル（small final）」と呼ぶことがある。
- 7人制ラグビーの場合、グループリーグの順位に応じて、上から「カップ」「プレート」「ボウル」に進出。それぞれで決勝戦が行われている。
- 日本の公営競技については、それぞれ「競艇#一節間の進行」「競輪#開催」「オートレース#競走（レース）」を参照。
- 演芸や音楽のコンテストなどでは決勝戦のさらに上の段階で決勝戦の成績上位者の中から優勝者を決める「最終決戦」を設けている大会もある。最終決戦を設けている大会では、最終決戦の勝者が優勝者となる。
- スポーツの大会やシーズンなどで全試合を終えて他の選手（チーム）と全く同じ成績の場合、プレーオフとして上位を決める試合をする時があり、これを同点決勝と呼ばれる時がある。例として大相撲の優勝決定戦など。また、プロ野球のクライマックスシリーズや全日本プロレスの世界最強タッグ決定リーグ戦のように、1位と2位が同じ成績でなくとも、1位と2位以下による優勝者決定戦を行う場合もある。
- トーナメントの決勝戦以外で優勝候補同士が当たる試合のことを事実上の決勝戦と表現をされることもある。

### 決勝戦での独自ルールの採用
決勝戦では後腐れなく雌雄を決するためにそれ以前の対戦時と異なるルールが適用されることもある。
- 全国高等学校サッカー選手権大会では、準々決勝までは40分ハーフ、準決勝・決勝戦は45分ハーフとなる。決勝戦は決着が付かない場合、10分ハーフの延長戦を行う。
- 全日本プロレスの世界最強タッグ決定リーグ戦では、公式戦は30分1本勝負であるが決勝戦（正式には優勝戦）は時間無制限1本勝負となる。
- K-1では、決勝トーナメントでは決勝戦以外は3分最大4ラウンド（3Rで決着が付かない場合に1R延長戦を行う）の2ダウンでKO、決勝戦は3分最大5ラウンド（3Rで決着が付かない場合に1R延長戦を行い、それでも決着が付かない場合にはもう1R延長を行う）の3ダウンKOになる。ただし開幕戦や2008年のMAXでの準々決勝（いわゆるワンマッチ形式）は通常のK-1ルールと同じ。
- 将棋の竜王戦では、挑戦者決定トーナメントの決勝を三番勝負で行なっている。
- アメリカ横断ウルトラクイズの決勝戦では、勝ち残った2人の挑戦者がニューヨークで10問先取(誤答はマイナスポイント)の早押し形式を行うことが慣例となっていた(ごく一部の回で例外あり)。
- UEFAチャンピオンズリーグやJリーグYBCルヴァンカップでは、決勝トーナメントはホーム・アンド・アウェーで行うが、決勝戦だけは中立地での一発勝負としている。

## 有名な決勝シリーズ

### スポーツ
- 日本
  - 日本選手権シリーズ（野球、通称・日本シリーズ）
  - Jリーグチャンピオンシップ（サッカー）
  - Bリーグチャンピオンシップ（バスケットボール）

- オーストラリア
  - AFLグランドファイナル（オーストラリアンフットボール）

- アメリカ合衆国
  - MLSカップ（サッカー）
  - ワールドシリーズ（野球）
  - NBAファイナル（バスケットボール）
  - スタンレーカップ（アイスホッケー）
  - スーパーボウル（アメリカンフットボール）

## 有名な決勝戦
ここでは、様々な理由で歴史に残る決勝戦を紹介する。
- 1966年 - 1968年、全国高等学校サッカー選手権大会決勝 3大会連続で再延長戦・両校優勝となった。
- 1969年、第51回全国高等学校野球選手権大会決勝 松山商業と三沢による試合は延長18回引き分け再試合に。
- 1996年、第78回全国高等学校野球選手権大会決勝 松山商業高の矢野勝嗣右翼手が、1アウト満塁から犠牲フライ確実と思われた飛球を捕った後、80mのノーバウンド送球で本塁補殺を成功させる。別名「奇跡のバックホーム」。
- 1998年、第76回全国高等学校サッカー選手権大会決勝 東福岡対帝京は雪の降る中行われ、東福岡がインターハイ・全日本ユースと合わせた高校三冠を達成。別名「雪の決勝戦」。
- 1998年、第80回全国高等学校野球選手権大会決勝 横浜高校の松坂大輔がノーヒットノーランを達成。
- 1999年、全国高等学校総合体育大会サッカー競技大会決勝 八千代高校と広島皆実高校が3-3の引き分けでインターハイ唯一の引き分け両校優勝となる（現在は決勝戦もPK戦により決着をつけているため）
- 2004年、全国高等学校サッカー選手権大会決勝 国見高校が戦後最多の4年連続決勝進出を果たし、筑陽学園高校を6-0の大会タイ記録となる点差で下し優勝。中村北斗は戦後の選手権史上唯一の3年連続決勝戦出場を果たした。
- 2005年、全国高等学校サッカー選手権大会決勝 鹿児島実業高校と市立船橋高校の戦いが大会史上初のPK戦となる。

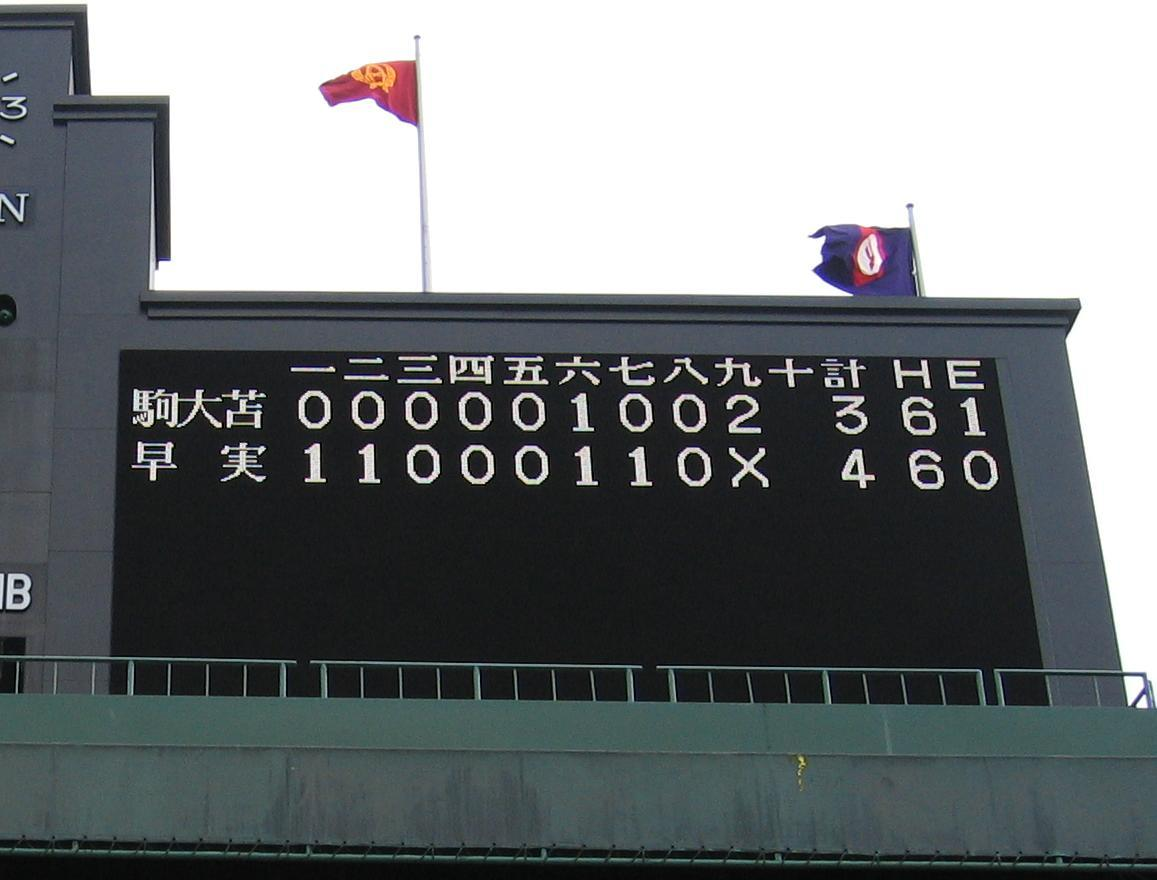
決勝再試合のスコアボード（2006年8月）

- 2006年、第88回全国高等学校野球選手権大会決勝 南北海道代表の駒澤大学付属苫小牧高校と西東京代表の早稲田実業学校の戦いが再試合に。
- 2008年、全国高等学校総合体育大会サッカー競技大会決勝 市立船橋高校と流通経済大学付属柏高校の千葉県勢同士の組み合わせとなったが、雷雨のため中止。両校優勝に。
- 2009年、第91回全国高等学校野球選手権大会決勝 新潟代表の日本文理高校が愛知代表の中京大中京高校に9回開始時点で付けられていた6点差を2死ランナーなしから最終的に1点差まで迫る驚異的な追い上げを見せる。
- 2010年、第92回全国高等学校野球選手権大会決勝 沖縄代表の興南高校が神奈川代表の東海大相模高校を先発全員安打の19安打を叩き出して13-1で圧勝し沖縄県勢・夏の甲子園初制覇。1998年の横浜高校以来の12年ぶり史上6校目／21世紀に入ってからは初の春夏連覇を達成した。
- 2011年、第90回全国高等学校ラグビーフットボール大会決勝 福岡県代表の東福岡高校が終了1分前のトライ・コンバージョンで神奈川県代表の桐蔭学園高校に追いつき、31-31で両校優勝。